# Lena Lervik

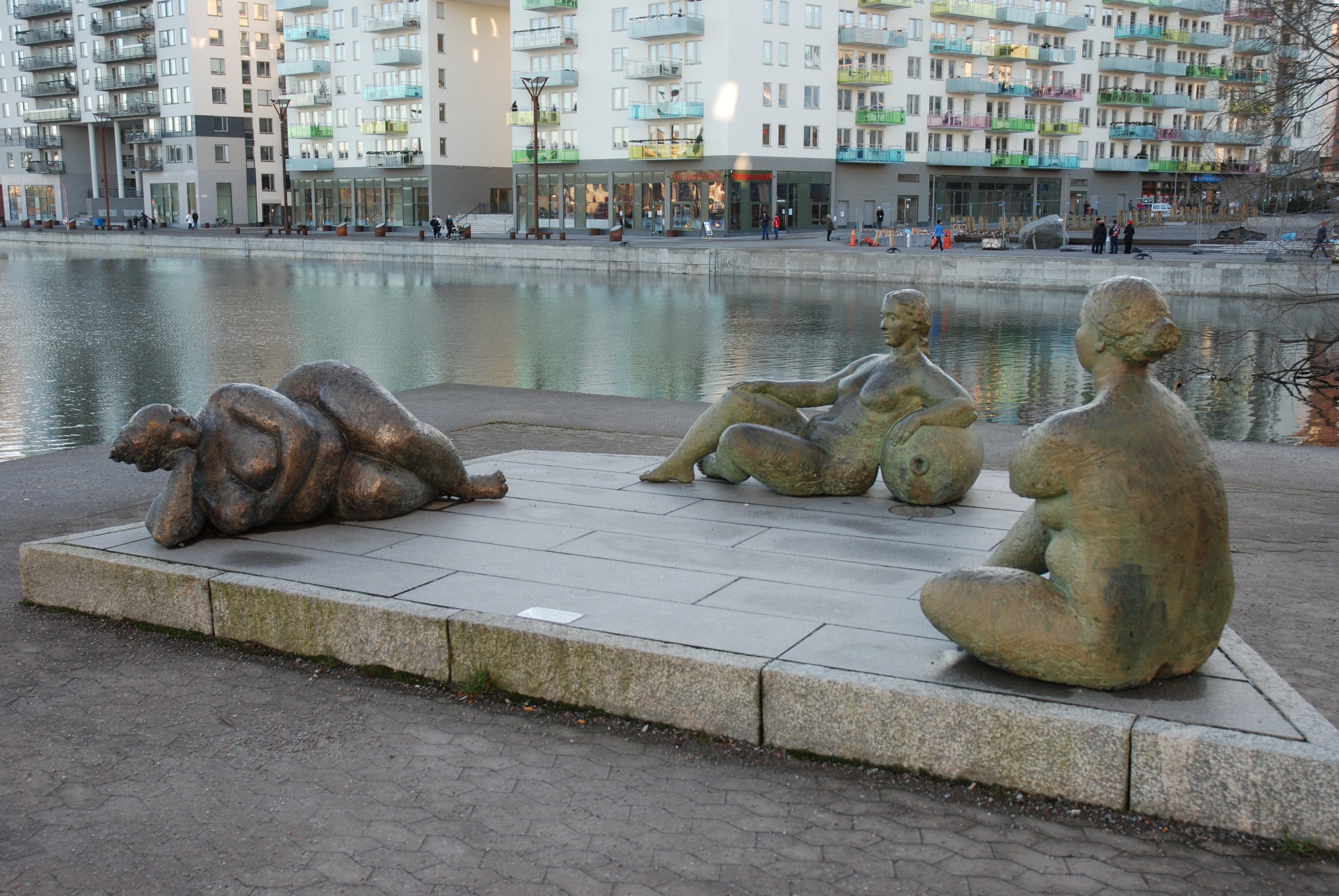
En berättelse om något som vi glömt i Marievik i Liljeholmen i Stockholm.

Lena Bodil Margareta Lervik, född 7 april 1940 i Kristianstad, är en svensk skulptör.

## Levnad och verk
Lena Lervik utbildade sig först vid École des Beaux Arts i Genève, sedan på skulpturlinjen på Konstfackskolan i Stockholm samt i skulptur och grafik vid Kungliga Konsthögskolan i Stockholm. Hon hade sin första separatutställning 1976.
Lena Lervik har under åren gjort ett antal madonnabilder och flera av hennes skulpturer gestaltar också mytologiska mödrar, fruktbarhet och moderskap. Förutom i traditionella material som terracotta och brons har hon också under 1990-talet gjort ett antal kvinnoskulpturer av gräs och torv.
Lena Lervik är bosatt i Stockholm och gift med skulptören Thomas Qvarsebo.
| ”                | I Lena Lerviks skulpturer materialiseras de uråldriga myterna om modergudinnan. Sedan mitten av 70-talet har konstnärskapet handlat om ett konsekvent arbete med den kristna ikonografin, med Mariabilder och med urnordiska berättelser om fruktbarhetsgudinnor. Moderskulten står i centrum. [...] Lena Lerviks verk är återkomstens konst. Både till form och till innehåll håller den de uråldriga symbolerna levande. | „ |
| – Joanna Persman | |   |

Hon fick Skulptörförbundets Sergelstipendium 2011.

## Offentliga verk i urval

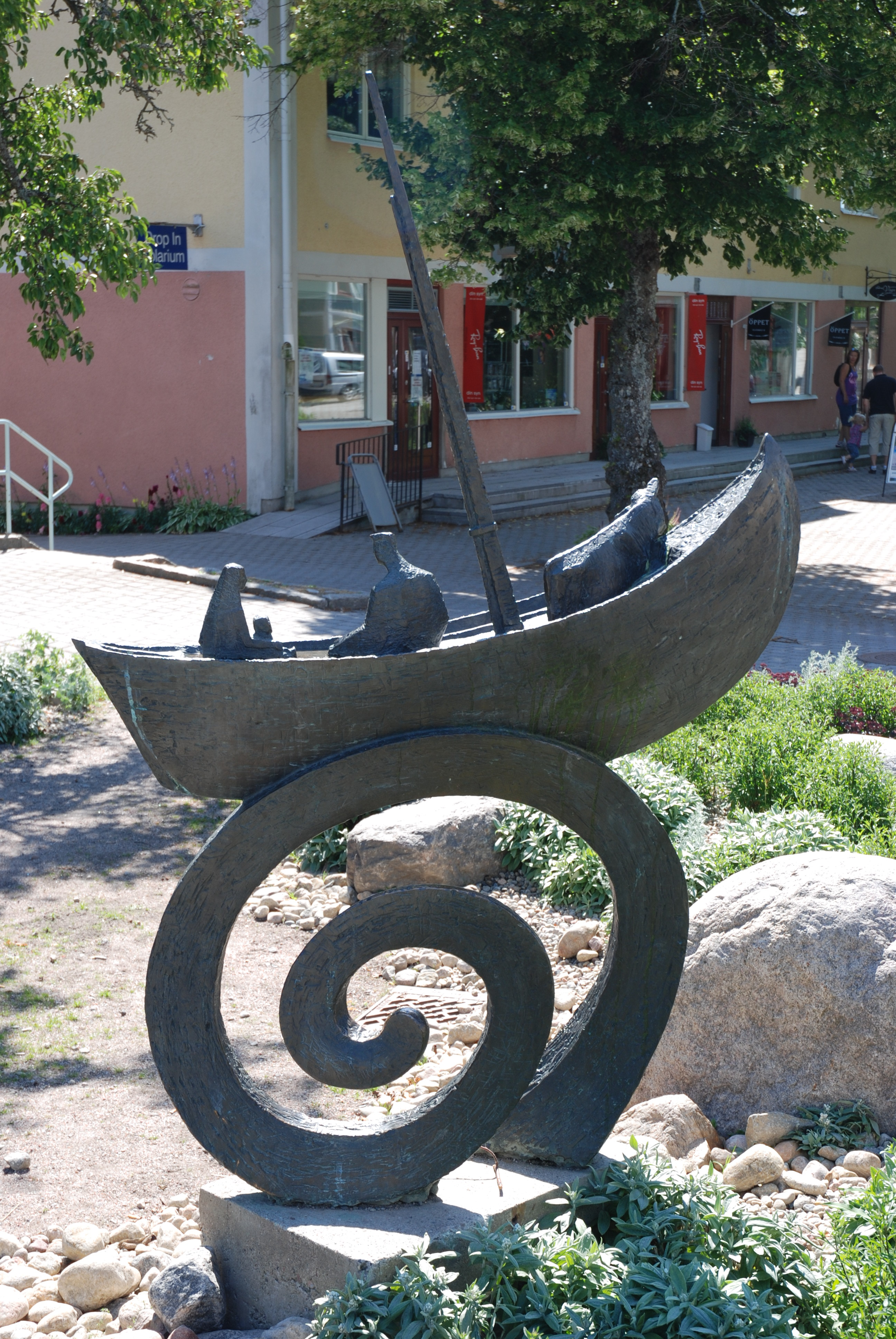
Skärborgare i Trosa

- Monument över blivande man (1980), brons, Medicingatan i Karolinska Universitetssjukhuset Huddinge.
- Skyddsrum, 1982, brons, Strandsnäs förskola, Västra Järnvägsgatan 167 i Smålandsstenar.
- Kalv (1983), brons, Kristianstad och parken vid Löwenströmska sjukhuset i Upplands Väsby.
- Sfären (1985), brons, Stocksundstorp i Stockholm.
- Skyddsmantelmadonna (1985), terracotta i Åmotfors kyrka, brons i Framtidsdalen i Borlänge och vid kyrkan i Båstad.
- ... och Putte fick segla på stora sjön (1986), brons, Oskarshamn.
- Skärborgare (1991), brons, Skolparken i Trosa.
- Flickorna i Småland (1991), brons, Stadshusparken i Ljungby.
- Folkrörelsemonument (1993), brons, vid järnvägsstationen i Värnamo.
- Den stora modern (1993), brons, Sjukhusparken vid Lunds lasarett och Repslagaregatan i Stockholm.
- Borstahusgumman (1994), brons, Borstahusen, Landskrona.
- Venus och Nerthus bidande sin tid (1996), brons, Trolle Bondes gata/Nälstaparken i Stockholm.
- Stella Maris (1996), relief i terracotta, neonatavdelningen på Karolinska Universitetssjukhuset Solna.
- Amalia, polkagrisens moder (1997), brons, Amalia Erikssons plats, vid Södra parken, Brahegatan i Gränna.
- Maria, Jugoslavien 1995 (1999), terracotta, Engelbrektskyrkan i Stockholm.
- Mathilda Sofia (1999), brons, vid sparbanken i Norrtälje.
- Veronica med svetteduken (2000), brons, Sigtunastiftelsens park, Sigtuna.
- Vallgossen (2001), brons, parken vid S:t Görans gymnasium på Kungsholmen i Stockholm.
- Nerthus (2002), brons, Solna Strand.
- Röde Börje (2003), brons, Framtidsdalen i Borlänge.
- En berättelse om något som vi glömt (2003), brons, Marievik i Liljeholmen i Stockholm.
- Maria med barnet (2008), terracotta, Blidö kyrka.

## Fotogalleri

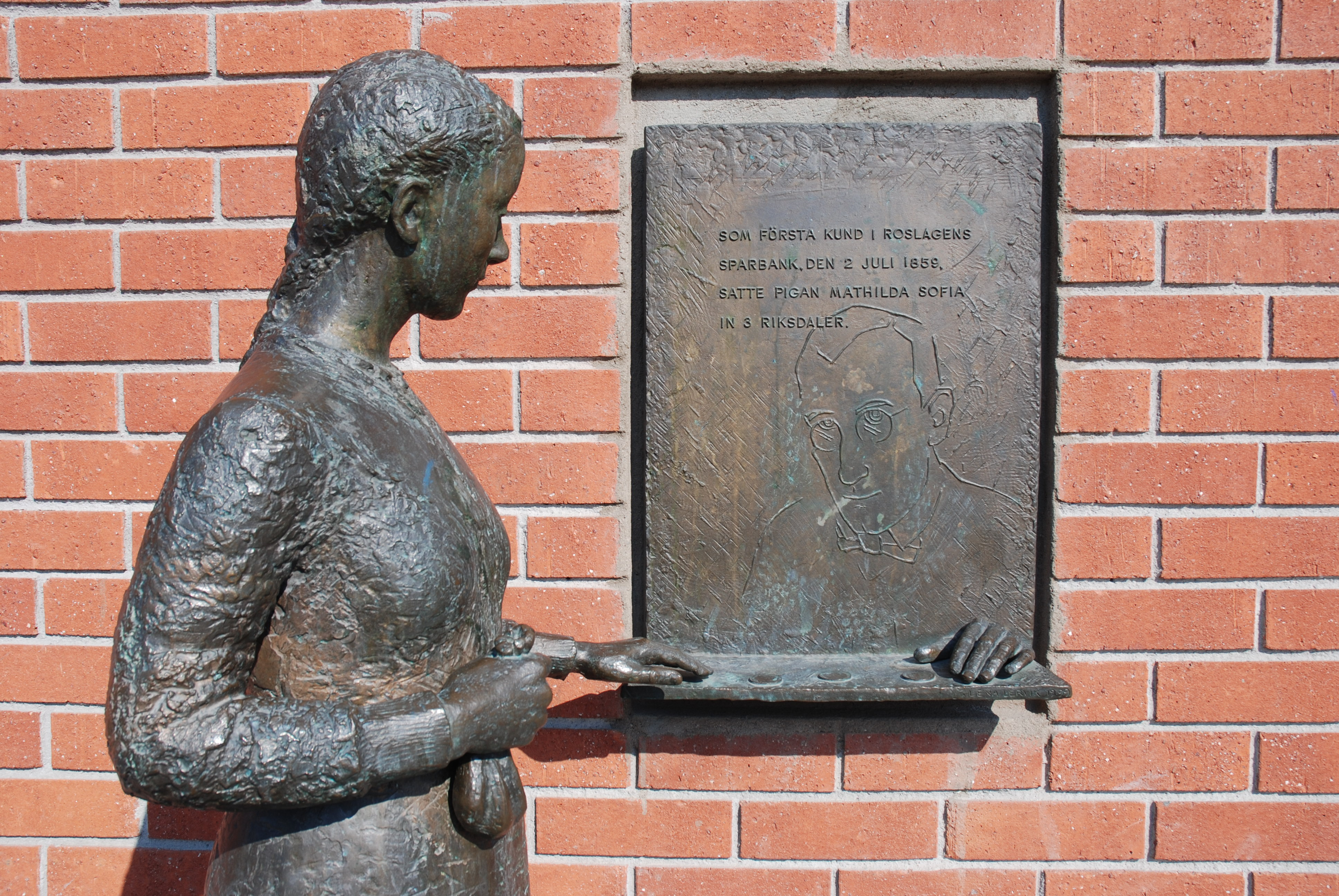
Detalj av Mathilda Sofia i Norrtälje
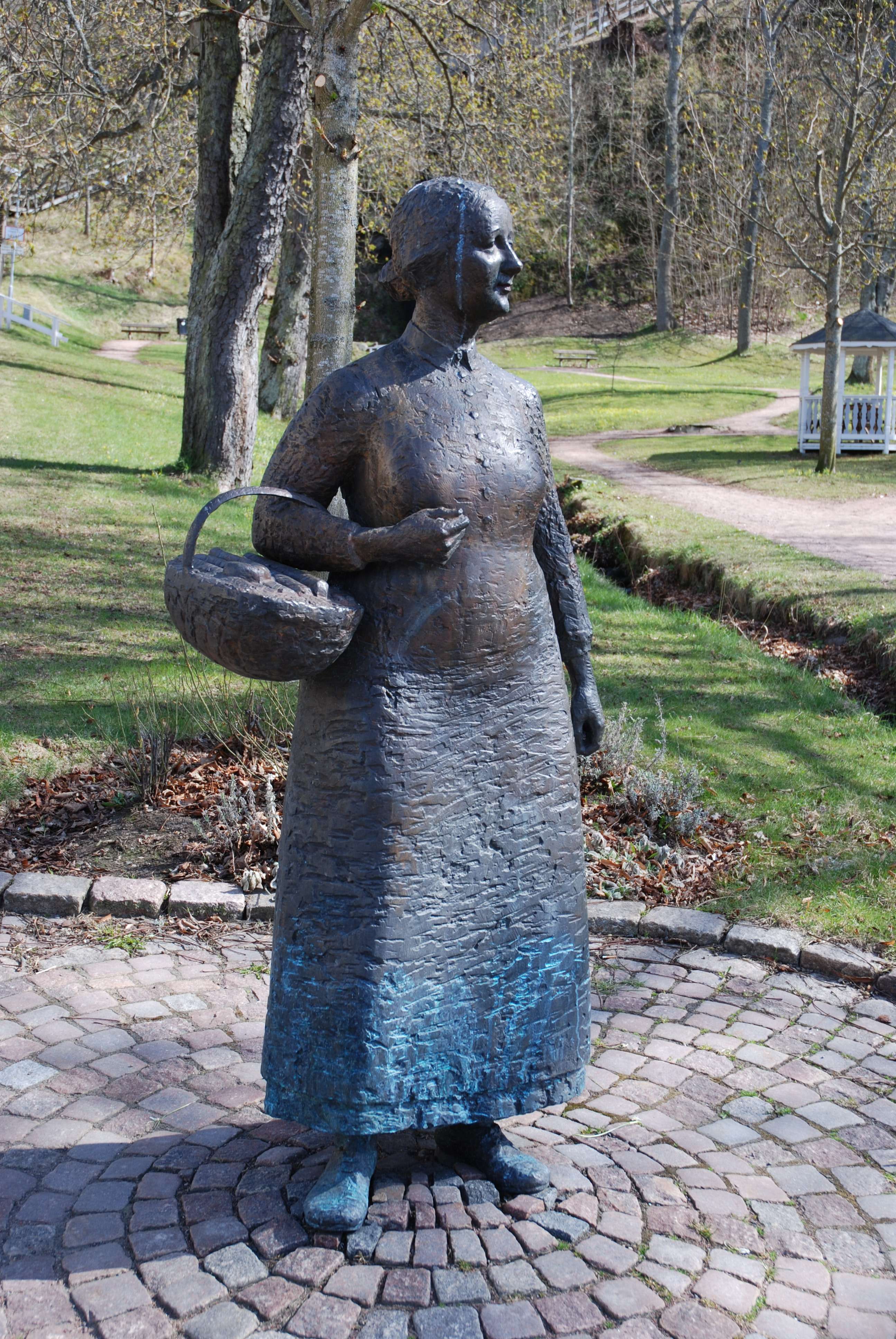
Amalia Eriksson i Gränna
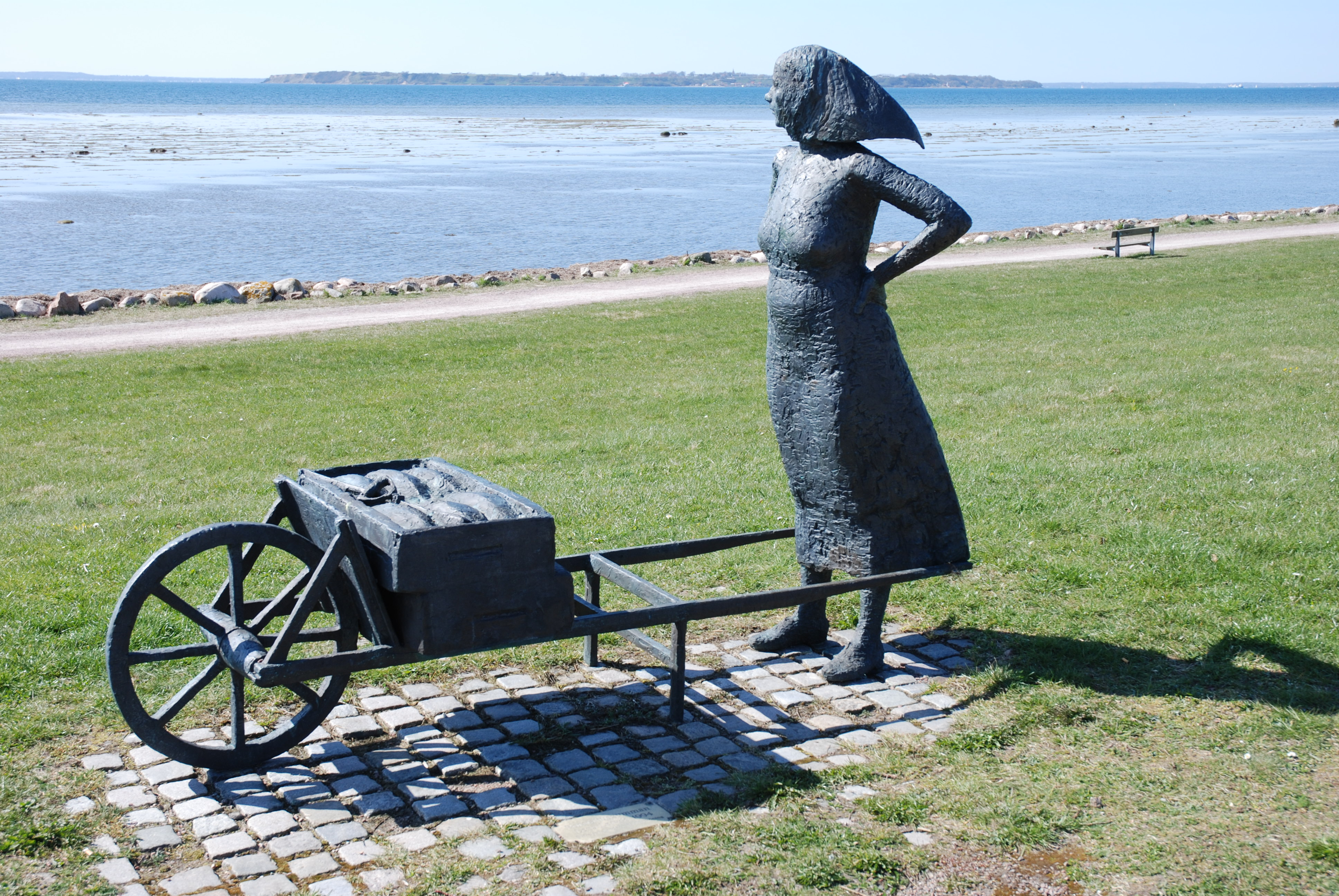
Borstahusgumman i Borstahusen i Landskrona